# Siyakobvu
Siyakobvu (auch Siakobvu) ist ein traditionelles Ort in der Provinz Mashonaland West in Simbabwe. Er bildet das Verwaltungszentrum des Kariba-Distrikt.

## Beschreibung
Die Gegend wurde im Jahre 2002 erstmals kartografiert. Das Gebiet ist sehr dünn besiedelt. Der nahezu unzugängliche Matusadona-Nationalpark ist sehr prägend. Er besteht aus Busch- und Grasland, das mit höchst seltenen und dann sehr rauen Wegen durchzogen ist. Wer hier unterwegs ist, geht besser zu Fuß oder kommt über den Karibastausee. Deshalb sind die Verhältnisse noch prekärer als in den 70 und 180 km entfernten „Nachbarorten“ Siabuwa und Binga am und in der Nähe des Kariba-Stausees.